# Prodavaonice susjedstva
Prodavaonica susjedstva je vrsta maloprodajnog trgovinskog objekta s pretežno prehrambenim asortimanom (kolokvijalno špeceraj). Ostale vrste su mini market, supermarket, hipermarket i diskontna prodavaonica. Nudi uglavnom prehrambene proizvode, namijenjena je kupcima koji stanuju u blizini prodavaonice i prodajna površina je mala ili srednje velika.

## Vanjske poveznice
- Definicija špeceraja na Hrvatskom jezičnom portalu